# 10.000 Days (Film)
10.000 Days ist ein US-amerikanischer Science-Fiction-Film aus dem Jahr 2014 von Eric Small, der auch das Drehbuch verfasste.

## Handlung
Vor 10.000 Tagen kollidierte der Komet „23“ mit der vielfachen Kraft einer Atombombe mit der Erde. Dadurch wurde auf der Erde eine neue Eiszeit ausgelöst. Anfänglich knüpften die mächtigsten Clans Bündnisse, um zu überleben, allerdings brachen diese Vereinbarungen nach einem Streit über die Herrschaft einer beheizten Anlage. Familie Beck erforscht seit vielen Jahren, wie es einst zu dieser Katastrophe kommen konnte und sucht nach Möglichkeiten, dies ungeschehen zu machen. Familie Farnwell plant derweil einen Angriff auf die Basis der Familie Beck, um diese zu erobern.
William Beck ist das Clanoberhaupt und hat sein Volk in Sicherheit gehalten, immer auf der Suche nach dem nächsten Schritt, um zu überleben. Dabei geht er besonnen durch und versucht Konflikte friedlich beizulegen. Remy Farnwell, Anführer des rivalisierenden Clans der Farnwells, hat keine Probleme damit, Menschenopfer zu fordern, um seine Ziele zu erreichen. Anna Hesse gehörte vor rund 27 Jahren zum Einsatzkommando, das den Aufschlag des Kometen hätte verhindern sollen. Aufgrund ihres Scheiterns ist sie arg deprimiert und darauf aus, die Lage zu bessern.

## Hintergrund
In den USA erschien der Film am 23. November 2014. In Deutschland erschien der Film am 12. März 2021 im Videoverleih. Am 29. Oktober 2015 erschien der Film als deutsche Free-TV-Premiere auf Syfy.

## Rezeption
„Science-Fiction-Trash.“

„Gurke on the rocks – nein danke!“

Darren Lucas bemängelt in ihrer Filmreview für Movies Review 101, da „alle Schauspieler und Charaktere gleich aussehen, sei es schwierig herauszufinden, wer die Hauptrolle sei, da niemand irgendeine Art von emotionalem Faktor oder starken Momenten hätte, um sich  abzuheben“. Sie kritisiert, dass es zu wenig Handlungsorte gäbe und die CGI-Effekte „schrecklich“ und „völlig gefälscht“ aussehen. Abschließend schreibt sie, dass „dies ein schlechter Science-Fiction-Film“ sei, „der zu irgendeinem Zeitpunkt im Film einfach nicht interessant wird“. Final vergibt sie 2,2 mögliche Punkte.
Im Audience Score, der Zuschauerwertung auf Rotten Tomatoes, hat der Film bei weniger als 50 Abstimmungen eine Wertung von 18 %. In der Internet Movie Database hat der Film bei über 850 Stimmabgaben eine Wertung von 2,7 von 10,0 möglichen Sternen (Stand: Dezember 2024).